# کاژیمیش فابیشاک
کاژیمیش فابیشاک (لهستانی: Kazimierz Fabisiak؛ ‏ تلفظ لهستانی: [kaˈʑimjɛʂ]؛ ‏ ۱۱ فوریهٔ ۱۹۰۳ – ۲۸ آوریل ۱۹۷۱) بازیگر و کارگردان نمایش اهل لهستان بود.
از فیلم‌ها یا برنامه‌های تلویزیونی که وی در آن نقش داشته‌است، می‌توان به چگونه جنگ جهانی دوم را آغاز کردم، مادر یوآنای فرشتگان، آنگاه سکوت فرا خواهد رسید و کرانه‌ای دیگر اشاره کرد.